# Islandska osebna imena
Íslandsko imé je sestavljeno iz osebnega (rojstnega) imena in starševskega imena (patronim ali matronim). Priimkov skoraj ne poznajo. Osnovno shemo prikazuje slika. Sin in hči imata dani imeni: Ólafur in Sigrídhur, po očetu pa je sin dobil drugo ime Jónsson, hči pa Jónsdóttir.
Družinski priimki so redki. Do leta 1925 je državljan za uradni priimek lahko zaprosil po svoji volji, sedaj pa izbira priimka ni več dovoljena. Priimek kot izjemo od splošnega sistema osebnih imen odobrijo le, če je zahteva utemeljena z nasledstvenim pravom.  Nobelov nagrajenec za književnost Halldór Laxness si je priimek izbral, ko je to bilo še možno, naslednji znani Islandci pa imajo priimke po nasledstvu: nekdanji predsednik vlade Geir Haarde, igralec Magnús Scheving, filmski režiser Baltasar Kormákur Samper.
V imenikih so osebe razvrščene po danem imenu, sledi patronim (matronim) in kot dodatna identifikacija poklic.
Tudi pri izbiri danega imena so Islandci omejeni. Dovoljena so samo imena, ki se lahko sklanjajo po slovničnih pravilih islandščine.